# Муцио Аттендоло (крейсер)
«Муцио Аттендоло» (итал. Muzio Attendolo) — итальянский лёгкий крейсер типа «Раймондо Монтекукколи», состоявший на службе в КВМС Италии в годы Второй мировой войны и потопленный американской авиацией. Назван в честь средневекового итальянского кондотьера, основателя династии Сфорца.

## История
Заложен 10 апреля 1931 на верфи Кантьери Риунити делль Адриатико в Триесте. На воду спущен 9 сентября 1934, в состав флота зачислен 7 августа 1935. В боевую готовность был приведён в первые дни участия Италии во Второй мировой войне. Участвовал как минимум в трёх крупных сражениях с участием итальянского флота: бою у Калабрии, операции «Алебарда» и первой битве в заливе Сирт.
В первой Сиртской битве крейсер был частью сил ближнего прикрытия, ответственных за конвой M42. В августе 1942 года против британского конвоя (операция «Пьедестал») крейсеру не довелось толком поучаствовать: его исключили из основного состава итальянских сил. Вместе с тем «Муцио Аттендоло» ранним утром 13 августа 1942 вступил в бой с британскими подлодками и был торпедирован субмариной «Анброукен». Нос крейсера был полностью разрушен, однако это и спасло корабль от затопления: он потерял значительную часть в весе, а поперечная переборка выдержала удар. Крейсер отбуксировали в Мессину, а затем в Неаполь, где он встал на ремонт. В той же атаке пострадал и крейсер «Больцано», однако на его ремонт средств не нашлось.
Теоретически «Муцио Аттендоло» должны были приписать к 7-й морской дивизии вместе с «Эудженио ди Савойя» и «Раймондо Монтекукколи», однако он нёс службу в 1-м эскадроне вместе со всеми тремя линкорами типа «Литторио». Это соединение потенциально было самым мощным во всём итальянском флоте, однако оно ослабло после атак на Таранто и Неаполь.
В конце декабря 1942 года бомбардировщики B-24 «Либерэйтор» начали всё чаще и чаще бомбить Неаполь. Несмотря на то, что почти все крупные корабли покинули Таранто, Неаполь не оставался безопасным местом: «Либерэйторы» и «Уэллингтоны» не прекращали бомбардировки города. 4 декабря 1942, в день Святой Варвары, двадцать самолётов из 98-го и 376-го эскадрона, базировавшиеся в Египте, вылетели в Неаполь. Этот вылет не сумела отследить итальянская разведка, приняв за немецкое соединение из Ju-52. Силы ПВО открыли огонь по бомбардировщикам в 16:40, когда уже самолёты были в зоне города. Американцы сбросили 225- и 450-килограммовые бомбы с высоты в 6200 м, однако не сумели попасть по линкорам.
Вместе с тем от бомб американцев и осколков не спаслись менее сильные корабли: вся 7-я дивизия из лёгких крейсеров понесла большие потери. Так, «Эудженио ди Савойя» не получил прямых попаданий, однако от разрыва бомбы осколками были убиты 17 человек и ранены 46. Около 40 дней откачивали воду из крейсера. «Раймондо Монтекукколи» получил попадание в центральной части, и хотя машинное отделение не пострадало, от взрыва погибли 44 человека и были ранены 36. Восстановительные работы заняли семь месяцев.
«Муцио Аттендоло» получил роковое попадание между третьей башней и треножником: по некоторым данным, корабль также получил ещё одно менее сильное попадание бомбы. В 17:28 американцы покинули город, и к тому моменту «Муцио Аттендоло» уже тонул. Воздушная тревога повторно прозвучала в 21:17 по ошибке, однако корабли тут же перестали оказывать помощь тонущему крейсеру. В 22:19 корабль перевернулся и пошёл ко дну. Жертвами крушения стали 188 человек, ещё 86 пострадали. На «Литторио» погиб один моряк, из гражданских жертвами стали от 150 до 250 человек. Крупные корабли ушли в Ла Специю. Ремонт «Муцио Аттендоло» должен был занять от 10 до 12 месяцев, но его так и оставили лежать на дне. После капитуляции Италии крейсер использовался в качестве дока, а после войны его разрезали на металл.